# Kyūsu
 (novembre 2018).
Si vous disposez d'ouvrages ou d'articles de référence ou si vous connaissez des sites web de qualité traitant du thème abordé ici, merci de compléter l'article en donnant les références utiles à sa vérifiabilité et en les liant à la section « Notes et références ».

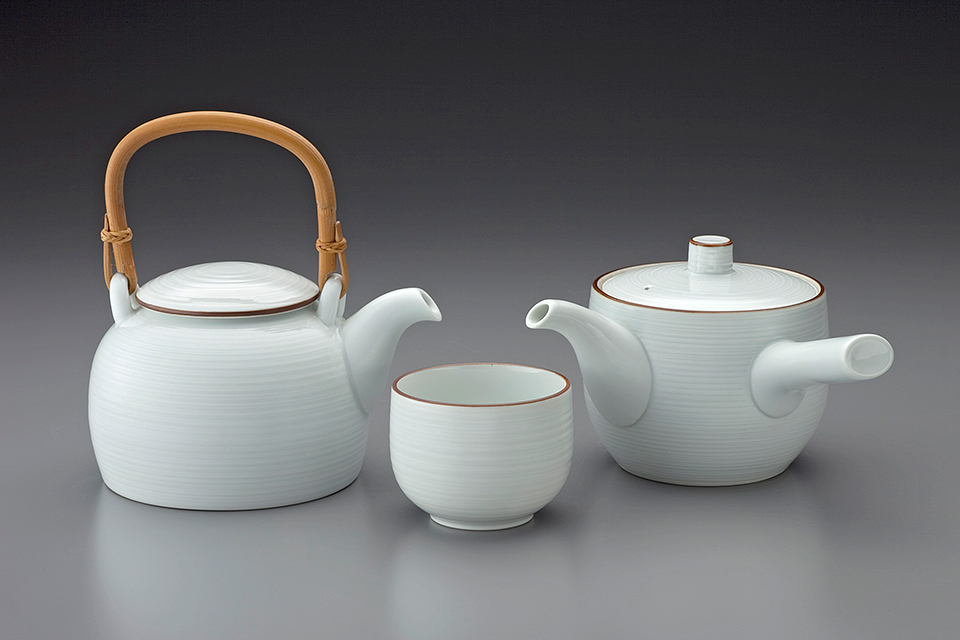
Théières Kyūsu à anse latérale (à droite) et anse haute, design par Masahiro Mori.

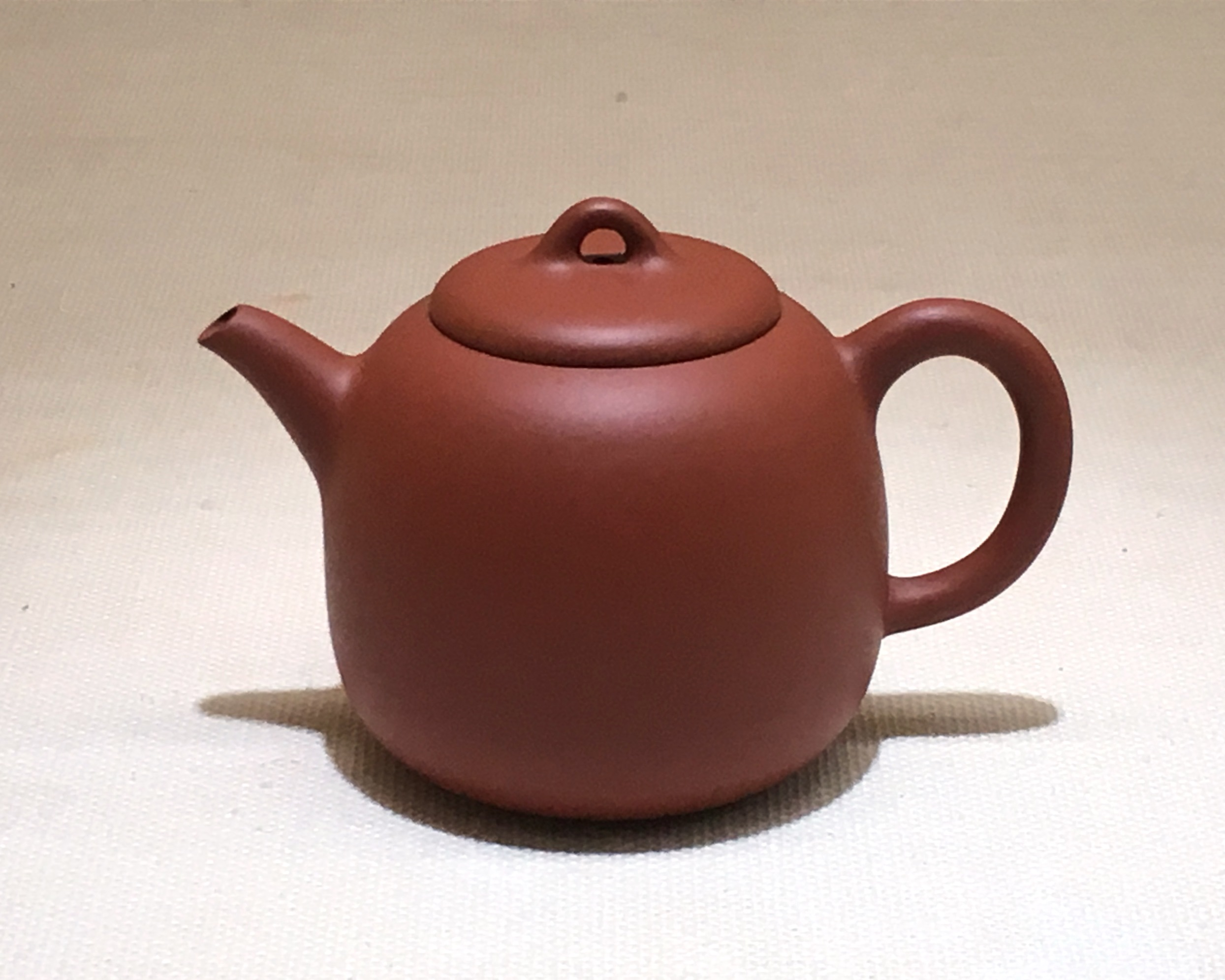
Théière Kyūsu, terre de Tokoname, ère Taishō 1921-1925, par Yamada Jozan I.

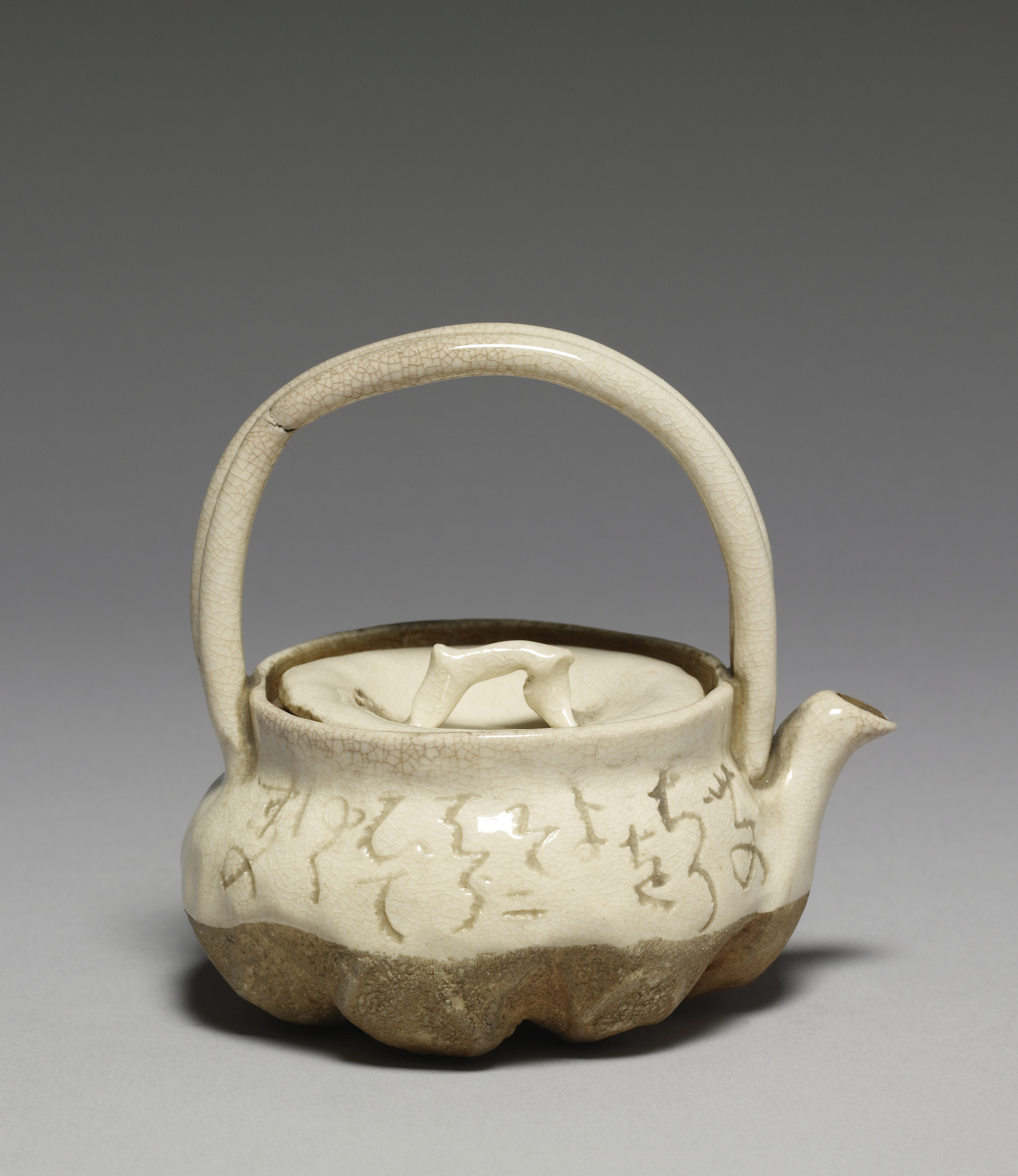
Théière Kyūsu pour infuser le thé avec inscription d'un poème waka par Ōtagaki Rengetsu, grès avec glaçure à la paille, milieu 19e siècle, fin de l'ère Edo - début ère Meiji.

Un kyūsu (急須) est une théière japonaise principalement utilisée pour infuser du thé vert. Les deux sortes de kyūsu les plus communes sont yokode kyūsu (横手急須, théière à anse latérale), dont l'anse se situe sur le côté et qui est la plus commune, et ushirode kyūsu (後手急須, théière à anse au dos), dont l'anse est placée à l'arrière, simplement comme les théières ailleurs dans le monde ; il existe aussi uwade kyūsu (上手急須, théière à anse haute).
Une méprise courante est que le  kyūsu posséderait toujours une poignée latérale. Toutefois, le mot « kyūsu » signifie uniquement « théière », même si l'acception commune de kyūsu se réfère à une théière à anse déportée sur le côté. 
La vaisselle de Tokoname est connu pour ses kyūsu. Dans leurs versions les plus petites, certains couvercles peuvent être façonnés de sorte qu'ils ne tombent pas grâce à l'adhésion de l'eau. Le bec est lui aussi conçu avec un angle afin que les gouttes ne ruissellent pas vers l'arrière lorsque l'on verse.